# Brooks County (Georgie)
Brooks County je okres ve státě Georgie ve Spojených státech amerických. K roku 2010 zde žilo 16 243 obyvatel. Správním městem okresu je Quitman, které je rovněž jeho největším městem. Celková rozloha okresu činí 1 289 km². Vznikl v roce 1858.